# Триллер в Маниле
Триллер в Маниле (или Манильская мясорубка) (англ. The Thrilla in Manila) — боксёрский поединок между Мохаммедом Али и Джо Фрейзером, состоявшийся 1 октября 1975 года в городе Манила, столице Филиппин, во дворце спорта Araneta Coliseum. Данный поединок часто рассматривается как один из самых великих боксёрских поединков XX века, и является кульминацией трёхматчевого противостояния между Али и Фрейзером. В историю бокса поединок вошёл как один из самых жестоких в истории супертяжелого веса. Поединок завершился после 14 раунда победой Мохаммеда Али.

## Предыстория
Счёт в очных встречах Али и Фрейзера перед боем составлял 1:1. 8 марта 1971 года в Нью-Йорке на арене «Мэдисон Сквер Гарден» Джо Фрейзер нанес Али первое поражение в профессиональной карьере, в конце боя отправив его в нокдаун и победив по очкам со счетом 9-6, 11-4, 8-6. 28 января 1974 года Али взял реванш, также добившись победы по очкам 6-5, 7-4, 8-4. Перед третьим поединком за чемпионский титул Али, в свойственной себе манере давая различные интервью СМИ, попытался «уколоть» соперника, срифмовав три слова — триллер, Манила и горилла. Благодаря этой фразе бой и назвали — «The Thrilla in Manila».

## Ход боя
Поединок начался с шутки со стороны Али. На ринг был вынесен кубок, который после боя должны были вручить победителю. Али, улыбаясь, утащил это золотое изделие в свой угол. Приз немедленно вернули обратно, однако зал принял эту выходку со смехом; таким образом Али завоевал симпатии публики и разрядил обстановку, накалённую до предела в ожидании боя.
Все 14 раундов, пока продолжался поединок, боксёры практически не прекращали обмен ударами, успех попеременно сопутствовал то одному, то другому спортсмену. Начальные раунды выиграл Али за счёт проявления большей активности на ринге, середина боя была за Фрейзером, которому удались серии по корпусу и в печень, явно очень болезненные для соперника. Последняя треть боя осталась за Али, который, смещаясь назад, наносил сопернику прицельные боковые и апперкоты. К концу боя Фрейзер устал, и его коронный удар — хук в голову — уже не имел той силы, что в начале боя. Устал и Али. В двенадцатом раунде у Фрейзера изо рта начала идти кровь. В тринадцатом раунде Али выбивает изо рта Фрейзера капу. В 14-м раунде, последнем в этом бою, Али нанёс огромное число прямых ударов в голову соперника. Но Фрейзер продолжал наступать, практически не защищаясь. Этот бой запомнился всем очевидцам как один из самых жестоких, увиденных ими когда-либо. Под конец раунда оба бойца были вымотаны до предела.
После 14-го раунда судья остановил поединок — Фрейзер, будучи слепым на левый глаз, практически не видел правым (тренер показал три пальца и попросил их сосчитать, Фрейзер ответил «один»). В то же время в своём углу Али просил снять перчатки («я очень устал, снимите с меня перчатки») и, по версии своего врача, на 15-й раунд выйти бы не смог. В чью пользу закончился бы бой, если бы тренер Фрейзера Эдди Фатч не остановил его, остаётся вопросом.
После боя Али позвал к себе в гримёрку сына Джо, Марвиса Фрейзера, и попросил у него прощения за всё, сказанное о его отце перед боем. Извиниться перед Джо он нашёл в себе силы только в 2002 году, сказав, что всё, что он когда-либо говорил о нём, было сделано лишь ради рекламы.
Тем не менее Фрейзер долгие десятилетия не мог простить ему нанесённой обиды. Так, например, когда Мухаммед Али зажёг огонь летних Олимпийских игр 1996 года в Атланте, будучи уже в тяжёлом состоянии из-за поразившей его болезни Паркинсона, журналисты спросили Джо, что он об этом думает. На что тот ответил со злобой, что того самого бы следовало поджечь.
После этого поединка Али назвал Фрейзера лучшим боксёром после себя и сказал, что он его очень сильно недооценивал.
Я наносил ему удары, которые пробили бы крепостные стены. Боже мой, он великий чемпион.Джо Фрейзер
Это было как смерть. Я никогда не был ближе к смерти.Мохаммед Али